# Pablo Martín Sánchez
Pablo Martín Sánchez (Reus, Provincia de Tarragona, 1977) es un novelista y escritor español.

## Biografía
Pablo Martín Sánchez nació en Reus (Tarragona) en 1977. Graduado superior en Arte Dramático por el Institut del Teatre de Barcelona, licenciado en Teoría de la Literatura y Literatura Comparada por la Universidad de Barcelona, máster en Humanidades por la Universidad Carlos III de Madrid, es doctor en Lengua y Literatura Francesas por la Université de Lille-3 y en Teoría de la Literatura y del Arte y Literatura Comparada por la Universidad de Granada. Ha trabajado como lector, corrector, traductor y librero. Es profesor de novela en la Escuela de Escritura del Ateneo Barcelonés.

## Trayectoria
Fundador de la revista Verbigracia, ha traducido a autores como Alfred Jarry, Marcel Schwob, Raymond Queneau, Bernard-Marie Koltès o Wajdi Mouawad. Comenzó publicando un libro de relatos titulado Fricciones (E.D.A. Libros, 2011). Al año siguiente publicó la novela El anarquista que se llamaba como yo (Acantilado), elegida por la revista El Cultural como mejor ópera prima del año, una novela de más de 600 páginas. En 2016 publicó la novela Tuyo es el mañana (Acantilado). Desde 2014, es miembro del Collège de Pataphysique y del Oulipo (Ouvroir de Littérature Potentielle).

### El anarquista que se llamaba como yo
La novela, publicada en 2012 es un relato de carácter autoficcional. En una entrevista en la revista Cambio 16 el autor reconoce esta procedencia: 

Basta con leer las crónicas de Indias para darse cuenta de que el placer que produce mezclar realidad y ficción viene de lejos. Sí es cierto que en los últimos años se ha puesto de moda eso que algunos llaman “autoficción” y yo mismo reivindico el carácter autoficcional de mi novela. Y es que, como lector, no me gustan nada las certezas: lo que me atrae es la sensación de estar caminando sobre el abismo que separa la verdad de la mentira.

En verdad, el anarquista Pablo Martín Sánchez fue un auténtico revolucionario que participó en Vera de Bidasoa (hoy Bera) en una intentona para derrocar al dictador Primo de Rivera, en 1924. El intento fue apenas un levantamiento, en el que fueron detenidos sus principales instigadores. El anarquista Pablo Martín fue condenado a garrote vil tras el fracaso de la intentona golpista.

## Obras

### Novela
- 2012: El anarquista que se llamaba como yo (Acantilado).
- 2016: Tuyo es el mañana (Acantilado).
- 2020: Diario de un viejo cabezota (Reus, 2066) (Acantilado).

### Relatos
- 2011: Fricciones (EDA Libros).